# Сегдено
Сегдено (Сегденское) — озеро в Рязанской области России. Расположено на севере Рязанского района. Площадь озера — 0,34 км². Глубина 1,2—12 метров.

## Физико-географическая характеристика
Озеро находится в 3 км к юго-востоку от села Ласково. Протокой соединяется с расположенным севернее озером Чёрненьким.
Берега озера низкие, местами заболоченные.
Решением Рязанского облисполкома «О признании водных объектов памятниками природы» от 30 декабря 1974 г. № 366 озеро вошло в состав памятника природы регионального значения «Озера Ласковское, Сегденское, Черненькое, Уржинское с прилегающей заболоченной территорией».

## Озеро в литературе
Сегденскому озеру посвящена миниатюра А. И. Солженицына из цикла «Крохотки».
Озеро упоминается в повести К. Г. Паустовского «Мещёрская сторона».